# Haszimara légibázis
Az Indiai Légierő (IAF) Haszimara légibázisa (ICAO: VE44) Indiában, Nyugat-Bengália Alipurduar körzetében van. A Haszimara légibázis stratégiailag az indiai-bhutáni határ közelében található. Ez egyben a Chumbi-völgyhöz legközelebb eső indiai légibázis - ez egy hármas csomópont  Szikkim (India), Bhután, és a Tibeti Autonóm Terület között. A bangladesi államhatár 50 km-re délre van.
A légibázis Haszimara település vasútállomásától mintegy 3,6 km-re délkeletre található.
A légibázis az indiai légierő Eastern Command parancsnoksága alá tartozik. Az indiai légierő egyik kiképző bázisa.

## Története
A légibázis az 1962 -es kínai-indiai háború után jött létre Nyugat-Bengália szub-himalájai régiójában, Kína katonai hatalmának ellensúlyozására India északkeleti részén. A légibázis 1963. április 7-én kezdte meg működését, amikor egy IAF Caribou repülőgép leszállt és vele megérkezett az állomás első parancsnoka, King-Lee.  A légibázis aktívan részt vett az 1965-ös indiai-pakisztáni konfliktusban és az 1971-es indiai-pakisztáni háborúban.
Ez a légibázis lett az otthona az Indiai Légierő 22. Századának és a 222.  Századának (Szuhoj Szu-7).
A légibázis az 50 éves működését 2013 áprilisában érte el.

## Körülmények, felszereltség
A repülőtérnek egy kifutópályája van, ez betonfelülettel rendelkezik 11R / 29L irányokkal, méretei: 2743 m x 45 m. Előkészületeket tettek a kifutópálya meghosszabbítására 3500 méterre, illetve felületének simábbá tételére. A terület tengerszint feletti magassága 630 m. A Rafale és Szuhoj gépek számára új hangárok épültek.
2019. április 1-jétől a belföldi járatok is indulhatnak innen, a repülőtér tehát vegyes használatú (katonai és civil) a kormány UDAN III programja szerint. A Zoom Air innen indít járatokat Kolkata felé.
A legközelebbi polgári repülőtér a Bagdogra nemzetközi repülőtér, ami Sziliguri várostól nyugatra található.

## Eszközök
A 2017-ig a Haszimara Légibázison Mikojan MiG-27 orosz vadászbombázó repülőgépekkel felszerelt század állomásozott, amelyeket akkor kivontak a használatból. A bázison ezzel egy időben Akash rakétaelhárító egység működött. A MiG–27 gépek az indiai légierőnél az 1980-as évek óta voltak használatban (indiai kódnevük: Bahadur, jelentése hindi nyelven „bátor”). 2020 májusától az IAF az Ambala légibázison és a Haszimara légbázison állomásoztatja a 36 db, legújabb Dassault Rafale vadászrepülőgépek első példányait. A 36 db Rafale gépből huszonnyolc egy-, nyolc pedig kétüléses. 2019-ben szállítják le az első indiai Rafale-t, az első századot 2022-re kell szolgálatba helyezni. Az utolsó Rafale repülőgép várhatóan 2025-ben érkezik a bázisra.
A Dassault Rafale vadászrepülőgépek megérkezéséig 4 db orosz Szu–30 vadászbombázó repülőgépet állomásoztatnak a bázison. A Szu–30 felszerelhető levegő-föld típusú, BrahMos nevű cirkálórakétával.

## Fordítás
Ez a szócikk részben vagy egészben  a   Hasimara Air Force Station című angol Wikipédia-szócikk fordításán alapul.  Az eredeti cikk szerkesztőit annak laptörténete sorolja fel. Ez a jelzés csupán a megfogalmazás eredetét és a szerzői jogokat jelzi, nem szolgál a cikkben szereplő információk forrásmegjelöléseként.